# Natacha Grimán
Nathacha Naybeth Grimán Herrera – wenezuelska zapaśniczka. Piąta na mistrzostwach panamerykańskich w 2013. Srebrna medalistka mistrzostw Ameryki Południowej w 2012 roku. Jej siostra Nathaly Grimán jest również zapaśniczką.